# Amen.
Amen. is een Frans-Duits-Roemeense oorlogsfilm uit 2002 onder regie van Costa-Gavras. Het scenario is gebaseerd op het toneelstuk Der Stellvertreter (1963) van de Duitse auteur Rolf Hochhuth.
De film lokte controverse uit in sommige katholieke middens, die de film een verkeerde voorstellen van de rol van paus Pius XII verweten. Ook hadden ze kritiek op de filmaffiche, die een christelijk kruis verbonden met een hakenkruis toont.

## Verhaal
SS-luitenant Kurt Gerstein werkt mee aan de ontwikkeling van het gas Zyklon B. Wanneer hij erachter komt waar de nazi's het gas voor willen gebruiken, tracht hij verschillende instanties te waarschuwen. Zo trekt hij de aandacht van de jonge jezuïet Riccardo Fontana. Samen willen ze paus Pius XII ertoe overhalen om de holocaust publiekelijk af te keuren.

## Rolverdeling
- Ulrich Tukur: Kurt Gerstein
- Mathieu Kassovitz: Riccardo Fontana
- Ulrich Mühe: Dokter
- Michel Duchaussoy: Kardinaal
- Ion Caramitru: Graaf Fontana
- Marcel Iureș: Paus
- Friedrich von Thun: Vader van Gerstein
- Antje Schmidt: Mevrouw Gerstein
- Hanns Zischler: Grawitz
- Sebastian Koch: Höß
- Erich Hallhuber: Von Rutta
- Burkhard Heyl: Directeur
- Angus MacInnes: Tittman
- Bernd Fischerauer: Bisschop von Galen
- Pierre Franckh: Pastoor Wehr
- Marina Berti: Prinses

## Prijzen
De film won de César voor Beste scenario. Daarnaast werd Costa-Gavras genomineerd voor de Gouden Beer op het filmfestival van Berlijn en Ulrich Tukur voor de European Film Award voor Beste acteur.